# Angela Dickson
Angela Dickson (* um 1940, geborene Angela Davies) ist eine walisische Badmintonspielerin.

## Karriere
Angela Dickson gewann 1962 ihren ersten drei nationalen Titel in Wales, 30 weitere folgten bis 1980. Neben 1962 schaffte sie das Triple auch 1976. Bei den Welsh International war sie von 1968 bis 1976 insgesamt neunmal erfolgreich.

## Sportliche Erfolge
| Saison | Veranstaltung                | Disziplin   | Platz | Name                                |
| ------ | ---------------------------- | ----------- | ----- | ----------------------------------- |
| 1962   | Wales: Einzelmeisterschaften | Damendoppel | 1     | Angela Davies / H. H. Anderson      |
| 1962   | Wales: Einzelmeisterschaften | Dameneinzel | 1     | Angela Davies                       |
| 1962   | Wales: Einzelmeisterschaften | Mixed       | 1     | Stuart Dickson / Angela Davies      |
| 1963   | Wales: Einzelmeisterschaften | Dameneinzel | 1     | Angela Davies                       |
| 1963   | Wales: Einzelmeisterschaften | Damendoppel | 1     | Angela Davies / H. H. Anderson      |
| 1964   | Wales: Einzelmeisterschaften | Dameneinzel | 1     | Angela Davies                       |
| 1965   | Wales: Einzelmeisterschaften | Damendoppel | 1     | Angela Davies / A. Roberts          |
| 1965   | Wales: Einzelmeisterschaften | Dameneinzel | 1     | Angela Davies                       |
| 1966   | Wales: Einzelmeisterschaften | Dameneinzel | 1     | Angela Dickson                      |
| 1966   | Wales: Einzelmeisterschaften | Mixed       | 1     | Howard R. Jennings / Angela Dickson |
| 1967   | Wales: Einzelmeisterschaften | Dameneinzel | 1     | Angela Dickson                      |
| 1967   | Wales: Einzelmeisterschaften | Mixed       | 1     | Howard R. Jennings / Angela Dickson |
| 1968   | Welsh International          | Damendoppel | 1     | Julie Charles / Angela Dickson      |
| 1968   | Wales: Einzelmeisterschaften | Dameneinzel | 1     | Angela Dickson                      |
| 1969   | Welsh International          | Mixed       | 1     | Howard Jennings / Angela Dickson    |
| 1969   | Welsh International          | Dameneinzel | 1     | Angela Dickson                      |
| 1969   | Wales: Einzelmeisterschaften | Dameneinzel | 1     | Angela Dickson                      |
| 1969   | Wales: Einzelmeisterschaften | Mixed       | 1     | Howard R. Jennings / Angela Dickson |
| 1970   | Wales: Einzelmeisterschaften | Mixed       | 1     | Howard R. Jennings / Angela Dickson |
| 1970   | Welsh International          | Damendoppel | 1     | Angela Dickson / Betty Fisher       |
| 1970   | Welsh International          | Dameneinzel | 1     | Angela Dickson                      |
| 1970   | Wales: Einzelmeisterschaften | Dameneinzel | 1     | Angela Dickson                      |
| 1970   | Welsh International          | Mixed       | 1     | Howard Jennings / Angela Dickson    |
| 1971   | Wales: Einzelmeisterschaften | Dameneinzel | 1     | Angela Dickson                      |
| 1971   | Wales: Einzelmeisterschaften | Damendoppel | 1     | Angela Dickson / Pamela Jeremiah    |
| 1971   | Welsh International          | Damendoppel | 1     | Angela Dickson / Betty Fisher       |
| 1972   | Wales: Einzelmeisterschaften | Dameneinzel | 1     | Angela Dickson                      |
| 1972   | Wales: Einzelmeisterschaften | Damendoppel | 1     | Angela Dickson / Pamela Jeremiah    |
| 1974   | Wales: Einzelmeisterschaften | Dameneinzel | 1     | Angela Dickson                      |
| 1974   | Wales: Einzelmeisterschaften | Damendoppel | 1     | Angela Dickson / Sue Brimble        |
| 1975   | Wales: Einzelmeisterschaften | Damendoppel | 1     | Angela Dickson / Betty Fisher       |
| 1975   | Wales: Einzelmeisterschaften | Dameneinzel | 1     | Angela Dickson                      |
| 1976   | Wales: Einzelmeisterschaften | Mixed       | 1     | Howard R. Jennings / Angela Dickson |
| 1976   | Welsh International          | Mixed       | 1     | Howard Jennings / Angela Dickson    |
| 1976   | Wales: Einzelmeisterschaften | Damendoppel | 1     | Angela Dickson / Sue Brimble        |
| 1976   | Wales: Einzelmeisterschaften | Dameneinzel | 1     | Angela Dickson                      |
| 1976   | Welsh International          | Damendoppel | 1     | Angela Dickson / Sue Brimble        |
| 1978   | Wales: Einzelmeisterschaften | Dameneinzel | 1     | Angela Dickson                      |
| 1978   | Wales: Einzelmeisterschaften | Mixed       | 1     | Brian Jones / Angela Dickson        |
| 1979   | Wales: Einzelmeisterschaften | Mixed       | 1     | Brian Jones / Angela Dickson        |
| 1979   | Wales: Einzelmeisterschaften | Dameneinzel | 1     | Angela Dickson                      |
| 1980   | Wales: Einzelmeisterschaften | Mixed       | 1     | Brian Jones / Angela Dickson        |